# 圣尼各老堂 (阿姆斯特丹)
圣尼古拉斯克（St. Nicolaaskerk）位于荷兰阿姆斯特丹最古老的中心区，是该市主要的天主教教堂 。
建筑师Adrianus Bleijs(1842-1912)，建筑风格结合了新巴洛克、新文艺复兴。

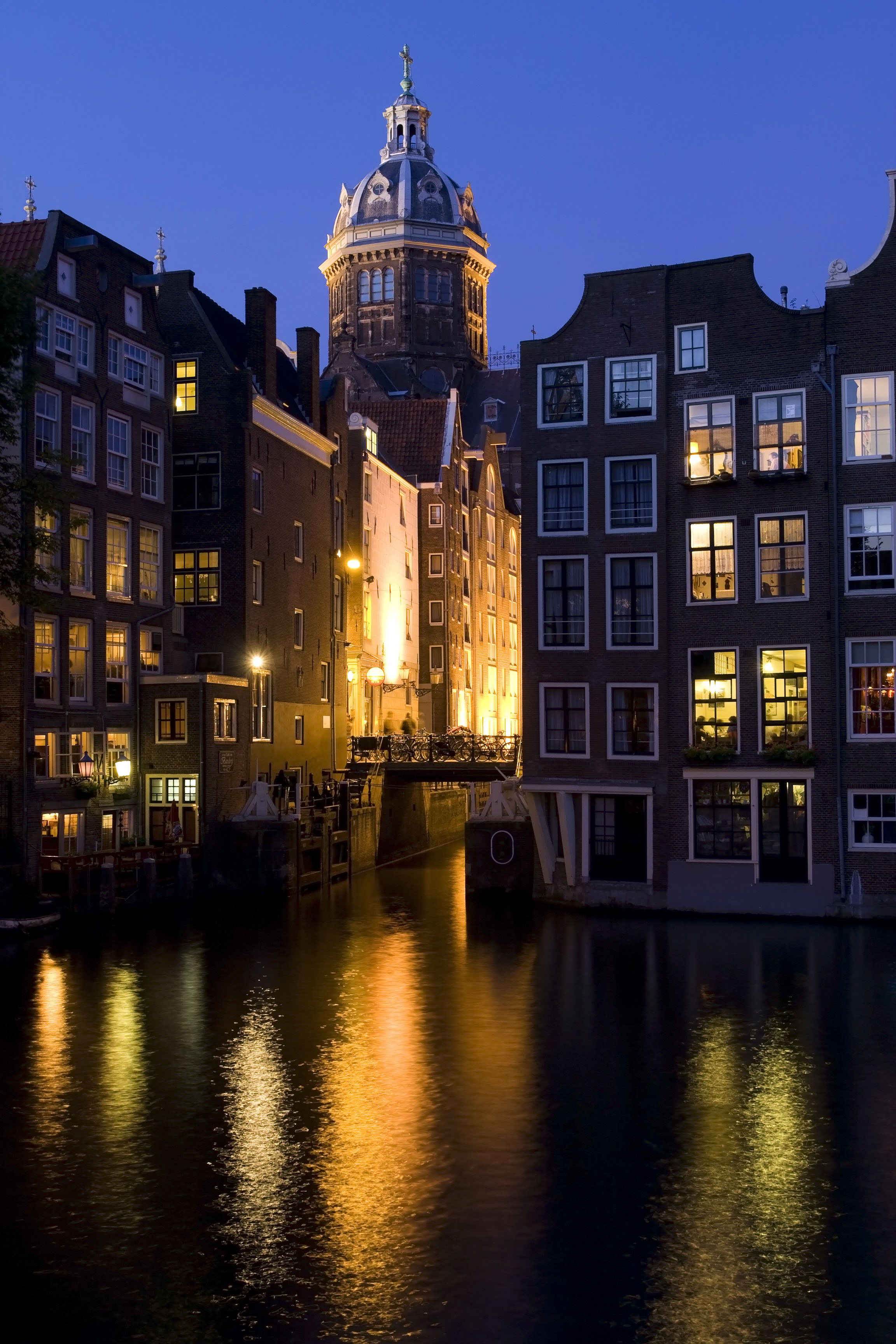

立面有两个钟楼，中央是玫瑰窗。